# Gadebusch
Gadebusch est une petite ville allemande située dans l'arrondissement du Mecklembourg-du-Nord-Ouest du Land de Mecklembourg-Poméranie-Occidentale. Elle se trouve entre Schwerin et Lübeck.

## Quartiers
| - Buchholz - Dorf Ganzow - Güstow | - Hof Ganzow - Möllin - Neu Bauhof | - Reinhardtsdorf - Stresdorf - Wakenstädt |

## Jumelages
- Saint-Germain-du-Puy (France)
- Trittau (Allemagne) depuis le 10 février 1990[1]
- Åmål (Suède)
- Czarnków (Pologne)

## Personnalités liées
- Holger Rupprecht (1953-), homme politique né à Gadebusch.
- Christin Stark, chanteuse allemand y est née en 1989

## Éducation
(de) Gymnasium Gadebusch (un lycée)